# Obertauern
Obertauern est une station de sports d'hiver située dans le massif des Niedere Tauern, partie de la commune d'Untertauern dans le Land de  Salzbourg, en Autriche.

## Géographie

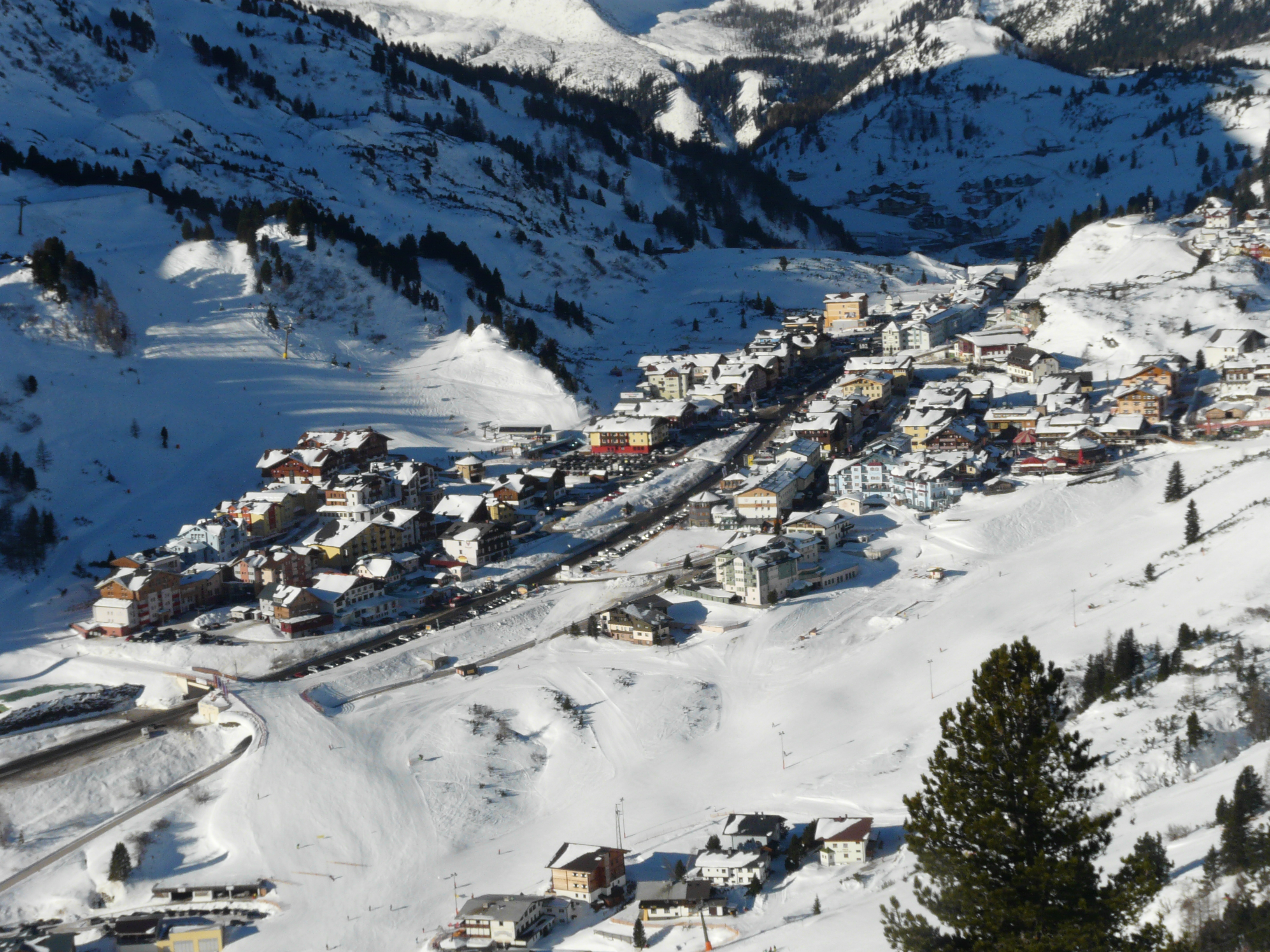
Vue sur Obertauern.

Le village d'Obertauern est situé au col de Radstädter Tauern dans le sud-est du Land de  Salzbourg, à la frontière du district de St. Johann im Pongau avec le district de Tamsweg. Ici, une route mène de Radstadt dans la vallée de l'Enns via le col des Radstädter Tauern, à 1 738 m d'altitude à Mauterndorf dans la région du Lungau.

## Histoire
Des vestiges découverts dans ce village permettent de supposer qu'une route commerciale y existait déjà à l'époque des Taurisques, un ensemble de peuples celtes qui vivaient dans le royaume du Norique. Après que le Norique est devenu une province de l'Empire romain, une voie romaine menant à travers le col a été construite à la demande de l'empereur Septime Sévère régnant de 193 à 211. Elle faisait partie d'un axe routier principal reliant les municipes de Virunum (près de l'actuelle commune de Maria Saal en Carinthie) et de Iuvavum sur le site actuel de la ville de Salzbourg. Dans les itineraria figure une station enh aut du col nommée In Alpe.

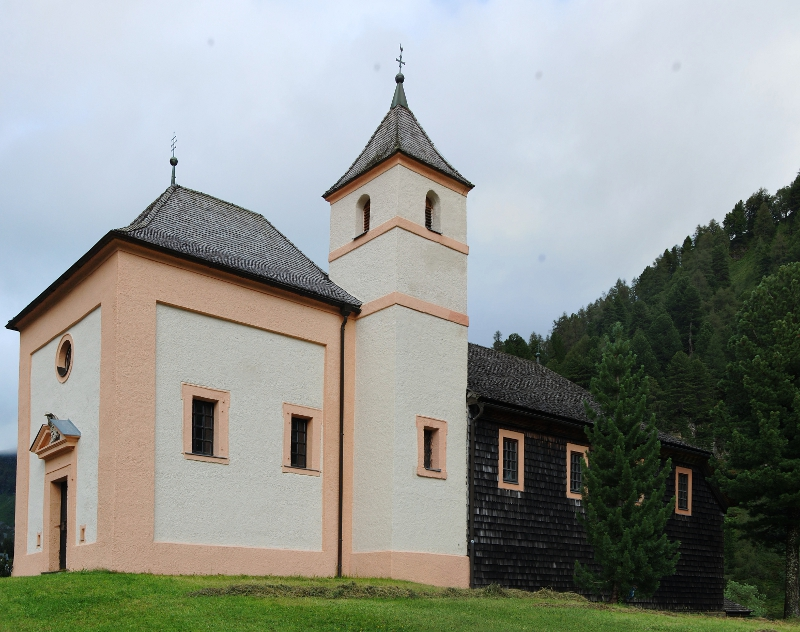
Église filale Saint Pierre.

Le col des Radstädter Tauern il-même est mentionné pour la première fois en 1207 ; une chapelle est déjà documentée en l'an 1224. Pendant cette période médiévale, le domaine appartenait à l'archevêché de Salzbourg ; les princes-archevêques firent construire plusieurs relais routiers au passage des Tauern. En 1764, l'archevêque Sigismund von Schrattenbach fonda une station de poste à Untertauern. 
À partir du début du XIXe siècle, le tourisme lié aux sports d'hiver s'impose de plus en plus comme facteur économique. En mars 1965, Obertauern accueilli le tournage du film musical Help!, mettant en vedette les Beatles qui y ont donné un concert impromptu.